# Huy chương Oersted
Huy chương Oersted là một giải thưởng hàng năm dành cho những đóng góp đáng kể vào việc giáo dục môn Vật lý học. Huy chương này được Hiệp hội giáo viên Vật lý học Hoa Kỳ lập ra năm 1936, và được đặt theo tên Hans Christian Ørsted, nhà vật lý nổi tiếng người Đan Mạch.
Đã có các nhân vật nổi tiếng được trao Huy chương này, trong đó có các người đoạt Giải Nobel: Robert Andrews Millikan, Edward M. Purcell, Richard Feynman, Isidor Isaac Rabi, Norman F. Ramsey, Hans Bethe và Carl Wieman; cũng như các người nổi tiếng khác: Arnold Sommerfeld, George Uhlenbeck, Jerrold Zacharias, Philip Morrison, Melba Phillips, Victor Weisskopf, Gerald Holton, John A. Wheeler, Frank Oppenheimer, Robert Resnick, Carl Sagan, Freeman Dyson, Daniel Kleppner, Lawrence Krauss, Anthony French, David Hestenes, Robert Karplus, Robert Pohl và Francis Sears.
Người đoạt Huy chương này năm 2008, Mildred Dresselhaus, là phụ nữ thứ ba đoạt giải khi bà đã ngoài 70 tuổi.

## Các người đoạt giải
| - 1936 William Suddards Franklin - 1937 Edward Herbert Hall - 1938 Alexander Wilmer Duff - 1939 Benjamin Harrison Brown - 1940 Robert Andrews Millikan - 1941 Henry Crew - 1942 kein Preis - 1943 George Walter Stewart - 1944 Roland Roy Tileston - 1945 Homer Levi Dodge - 1946 Ray Lee Edwards - 1947 Duane Roller - 1948 William Harley Barber - 1949 Arnold Sommerfeld - 1950 Orrin H. Smith - 1951 John W. Hornbeck - 1952 Ansel A. Knowlton - 1953 Richard M. Sutton - 1954 Clifford N. Wall - 1955 Vernet E. Eaton - 1956 George Eugene Uhlenbeck - 1957 Mark W. Zemansky - 1958 J. W. Buchta - 1959 Paul Kirkpatrick - 1960 Robert Wichard Pohl - 1961 Jerrold R. Zacharias - 1962 Francis Sears - 1963 Francis L. Friedman - 1964 Walter Christian Michels - 1965 Philip Morrison - 1966 Leonard Schiff - 1967 Edward Mills Purcell - 1968 Harvey E. White - 1969 Eric M. Rogers - 1970 Edwin Kemble - 1971 Uri Haber-Schaim - 1972 Richard Feynman - 1973 Arnold Arons - 1974 Melba Phillips - 1975 Robert Resnick | - 1976 Victor Weisskopf - 1977 H. Richard Crane - 1978 Wallace A. Hilton - 1979 Charles Kittel - 1979 Paul E. Klopsteg, Extraordinary Oersted Medal Award - 1980 Gerald Holton - 1981 Robert Karplus - 1982 Isidor Isaac Rabi - 1983 John Archibald Wheeler - 1984 Frank Oppenheimer - 1985 Sam Treiman - 1986 Stanley S. Ballard - 1987 Clifford E. Swartz - 1988 Norman Ramsey - 1989 Anthony French - 1990 Carl Sagan - 1991 Freeman Dyson - 1992 Eugen Merzbacher - 1993 Hans Bethe - 1994 E. Leonard Jossem - 1995 Robert Beck Clark - 1996 Donald F. Holcomb - 1997 Daniel Kleppner - 1998 Edwin F. Taylor - 1999 David L. Goodstein - 2000 John G. King - 2001 Lillian C. McDermott - 2002 David Hestenes - 2003 Edward Kolb - 2004 Lawrence Krauss - 2005 Eugene Commins - 2006 Kenneth Ford - 2007 Carl E. Wieman - 2008 Mildred Dresselhaus - 2009 George F. Smoot - 2010 nicht verliehen - 2011 F. James Rutherford - 2012 Charles H. Holbrow - 2013 Edward Redish - 2014 Dean Zollman - 2015 Karl C. Mamola |